# Jaume Ramon Mercader del Río
Jaume Ramon Mercader del Río, més conegut com a Ramon Mercader (Barcelona, 7 de febrer del 1913 - l'Havana, 19 d'octubre del 1978) fou un militar i polític marxista-leninista català, conegut per ser l'assassí de Lev Trotski.

## Biografia
Va néixer al barri de Sant Gervasi de Cassoles, fill de Pau Mercader i Marina i de la cubana Eustaquia María Caridad del Río Hernández (Santiago de Cuba, 29 de març del 1892 - París, 1975), més coneguda com a Caridad del Río o Caridad Mercader. El seu pare va rebre la Creu del Mèrit Militar el 1920, quan era caporal de poble de Sometent de Sant Gervasi, que li va imposar el militar mallorquí Valerià Weyler i Nicolau.
L'any 1925 Ramon Mercader partí amb la seva mare a viure a Tolosa (Llenguadoc), d'on retornà a Barcelona el 1929. S'afilià al Partit Socialista Unificat de Catalunya (PSUC), i participà en la Guerra Civil espanyola i ingressà als serveis secrets soviètics. Infiltrat en els cercles trotskistes a París, l'NKVD soviètic li va assignar la missió d'eliminar Lev Trotski. Va ser entrenat per membres dels serveis d'intel·ligència soviètics, dirigits per Leonid Eitingon.
Mercader entrà en contacte amb Silvia Ageloff, secretària de Trotski, fent-se passar per Jacques Mornard, fill d'un diplomàtic francès. Sota la identitat de Frank Jackson, es traslladà als Estats Units i d'allà, amb el pretext d'un canvi de feina, es traslladà a Mèxic. Allí, gràcies a la seva relació amb Ageloff, entrà en contacte amb Trotski el 1939. Durant un temps, es reuní amb Trotski i es guanyà la seva confiança.
El 24 de maig, Trotski havia estat objecte d'un atemptat fallit contra la seva vida, probablement per agents estalinistes. El 20 d'agost del 1940, durant una reunió en la mateixa residència de Trotski, Mercader l'atacà amb un piolet, i li causà una ferida al front que li esclafà el crani i part del cervell, fet que li causaria la mort un dia més tard en un hospital de Ciutat de Mèxic. Tanmateix, sembla que Trotski pogué reaccionar en el moment de l'atac, evitant que Mercader el rematés. Retingut immediatament pels guàrdies de Trotski fou apallissat per aquests. Fou el mateix Trotski qui demanà que no el matessin per aconseguir informació dels motius. Mercader, àlies “Jacques Mornard”, fou detingut per les autoritats mexicanes i posteriorment condemnat per assassinat a vint anys de presó. Tot i els dubtes, la seva veritable identitat no es va saber fins a l'agost del 1953 arran que les empremtes foren contrastades amb les de Ramon Mercader d'un empresonament que havia sofert a València abans de la Guerra Civil.
Va sortir de la presó l'any 1960, d'on viatjà a Cuba per traslladar-se a Txecoslovàquia, i més tard a la Unió Soviètica, on fou condecorat amb el títol d'Heroi de la Unió Soviètica el 1961. S'instal·là a Cuba i hi treballà per al govern castrista, on va morir el 18 d'octubre del 1978 a causa d'un càncer ossi. Va ser traslladat a Moscou, on va ser enterrat amb el nom de Ramon Ivànovitx López (Рамон Иванович Лопес), al cementiri de Kuntsevo i on disposa d'un lloc d'honor al museu dedicat al KGB.